# Iuliobriga

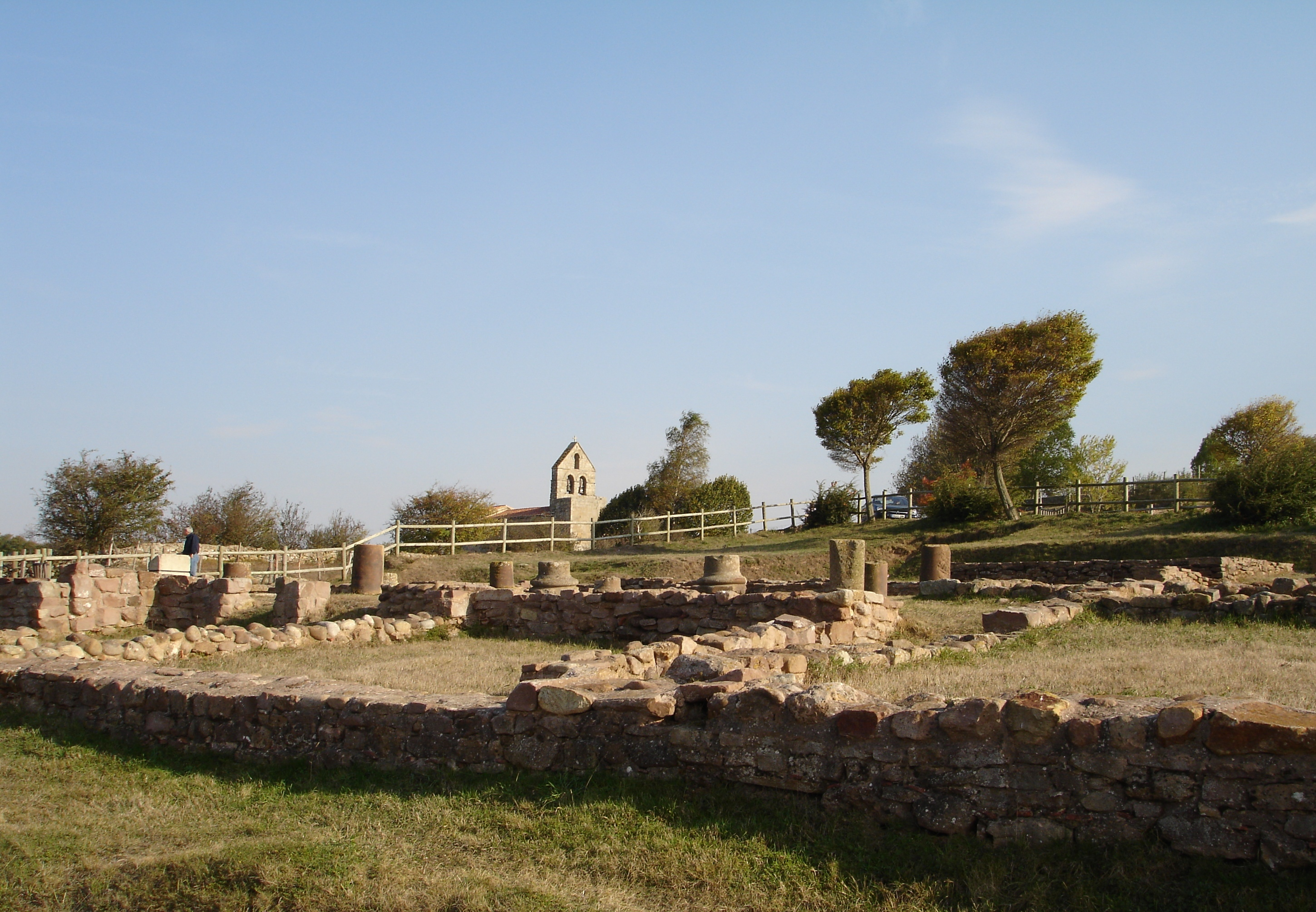
Casa de los Morillos

Iuliobriga (en grec antic Ἰουλιόβριγα) era la principal ciutat dels càntabres de la Tarraconense. Pertanyia al convent jurídic de Clunia, situada al sud de Reinosa, era propera a les fonts de l'Ebre. El seu port es deia Portus Victoriae Uliobrigensium segons Plini el Vell, i era probablement Santoña. En parla també Claudi Ptolemeu.
La ciutat va ser fundada per la Legió IV Macedònica després de les Guerres càntabres, i li van donar el nom de Iulia, en honor de la gens Júlia, la família de l'emperador August. Es va convertir en un exponent de la dominació romana sobre els càntabres per la seva situació estratègica a la vall del Besaya, que li permetia controlar el comerç entre el riu Duero i el golf de Biscaia. Va tenir una població ascendent fins al segle II, però va decaure i al segle iii va ser completament abandonada.